# Vassili Samarski-Bykhovets
 (septembre 2014).
Si vous disposez d'ouvrages ou d'articles de référence ou si vous connaissez des sites web de qualité traitant du thème abordé ici, merci de compléter l'article en donnant les références utiles à sa vérifiabilité et en les liant à la section « Notes et références ».
Vassili Evgrafovitch Samarski–Bykhovets (en russe : Василий Евграфович Самарский–Быховец) (7 novembre 1803 - 31 mai 1870) est un ingénieur russe qui a fourni en 1847 l'échantillon, provenant d'une mine de l'Oural, dans lequel Gustav Rose a découvert la samarskite.

## Biographie
Vassili Samarski-Bykhovets est issu d'une famille de la petite noblesse de Sibérie occidentale (Gouvernement de Tomsk). Il reçut une formation d'ingénieur à l'école militaire locale, achevée en 1823. Il débute à l'usine Kolyvan-Voskrosensk, puis comme contremaître aux mines d'argent de Salaïr dans l'Oural. Il est affecté en 1828 à Saint-Pétersbourg, successivement comme officier auprès du Cabinet du tsar, puis comme secrétaire du Conseil des Mines, enfin comme officier d'ordonnance du génie (avec grade d'adjudant). Il est promu capitaine (1834) puis colonel (1843) et enfin ingénieur général (1844) et chef du corps du génie, titre qu'il conserva jusqu'en 1861. Simultanément, il était professeur à l'École des mines de Saint-Pétersbourg.
En 1847, il est appelé par le duc de Leuchtenberg à participer à divers projets de modernisation industrielle : travaux du comité de développement de la production du fer en Russie (1852) et  commission de modernisation de l'usine d'Olonets (1853). En 1855 il est nommé président de la Commission des Mines et membre du conseil d'administration et du conseil scientifique du génie militaire. Promu général de division (1860), Samarski-Bykhovets est nommé président du conseil des mines (1861). Il prend un congé de trois mois en 1862 pour préparer à Londres le pavillon russe de l'Exposition universelle de 1862. Il meurt en 1870, laissant sa femme, Catherine Vladimirovna Samarskaïa-Bykhovets († 1899), en charge d'un fils, Vladimir (1837–1902), futur ami et avocat d'Ivan Tourgueniev. Vassili Samarski-Bykhovets est inhumé dans un cimetière orthodoxe de Saint-Pétersbourg.
Samarski-Bykhovets a été décoré de l'Ordre de l'Aigle blanc (1835), de l'Ordre de Saint-Vladimir (troisième classe en 1840, et de quatrième classe en 1849) et de l'Ordre de Saint-Stanislas de troisième classe.